# Garganta de Jaranda
Garganta de Jaranda är ett vattendrag i Spanien.   Det ligger i provinsen Provincia de Cáceres och regionen Extremadura, i den centrala delen av landet, 180 km väster om huvudstaden Madrid.